# کارانکه
کارانکه (به اسپانیایی: Carranque) یک شهرستان در اسپانیا است که در Illescas واقع شده‌است.

## خصوصیات
کارانکه ۲۵ کیلومترمربع مساحت و ۳٬۵۹۱ نفر جمعیت دارد و ۶۶۵ متر بالاتر از سطح دریا واقع شده‌است.